# Diana's Peak
Diana's Peak is het hoogste punt van het eiland Sint-Helena, een Brits overzees gebiedsdeel. Dit punt is 818 meter hoog.
De berg is van vulkanische oorsprong en is met het omliggende gebied van 81 hectare in maart 1996 aangewezen als nationaal park. De top ligt daar waar de districten Sandy Bay, Longwood en Levelwood bij elkaar komen.